# Clément Pruche
Clément Pruche, né le 6 avril 1811 à Paris où il est mort le 6 octobre 1890 dans le 14e arrondissement, est un peintre, dessinateur, lithographe et caricaturiste français, actif entre 1831 et 1870.

## Biographie

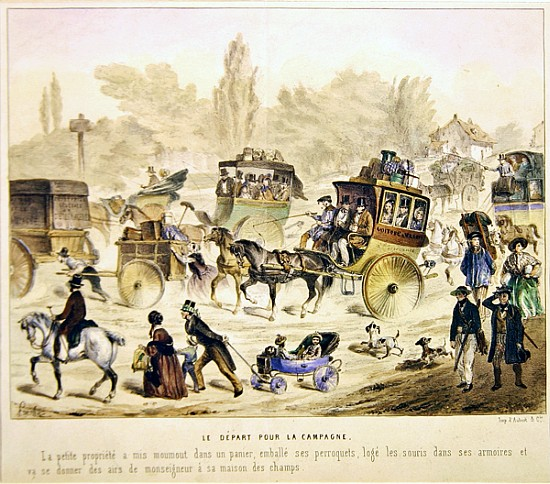
Pruche : Le Départ pour la campagne, lithographie rehaussée à la couleur.

Élève d'Ingres, Clément Pruche, qui est le contemporain de Daumier, commence à publier des caricatures en 1831 pour des périodiques comme Le Charivari et La Caricature. Il signe « Pruche ».
Quelques aquarelles sont connues de lui, comme Napoléon Bonaparte à cheval, œuvre exécutée vers 1850.
Ses libraires-éditeurs et dépositaires d'estampes parisiens sont Bauger (16, rue du Croissant), ou Aubert, galerie Véro-Dodat, qui publie ses Petits tableaux de la vie parisienne.
En 1844, l'éditeur parisien Alphonse Desesserts publie Voyage au pays du bonheur, ouvrage destiné à la jeunesse qu'il compose avec James (?-?), et illustre de trente lithographies.